# Molen I (Heusden)
Molen I is een van de drie walmolens die nog op de vestingwallen van de Nederlandse stad Heusden staat.
Met de bouw van de huidige molen, staand op de plaats van een vroegere standerdmolen op het molenbastion aan de stadshaven, is begonnen in 1971. Bij de bouw is gebruikgemaakt van een oude standerdmolen uit Lommel (België). Begin 1972 werd de bouw voltooid en op 22 maart dat jaar stelde de toenmalige staatssecretaris Henk Vonhoff de eerste van de drie nieuw gebouwde standerdmolens in gebruik.
Molen I staat bij de ophaalbrug over de stadshaven die bij de verlegging van de Maas in 1904 is gedempt, maar in 1968 weer in ere werd hersteld.
Molen II staat 100 m noordelijker. Molen III staat iets verderop.
De molen maalt niet meer, maar draait nog wel regelmatig 'voor de prins'. Wanneer hij draait, meestal op zaterdag en/of zondag, kan de molen bezocht worden.